# Ґіліян Флінн
Ґіліян Флінн (англ. Gillian Flynn, нар. 24 лютого 1971, Канзас-Сіті, Міссурі, США) — американська письменниця, сценаристка, авторка коміксів і колишня телевізійний критик журналу «Entertainment Weekly». Загалом опублікувала три романи-трилери: «Гострі предмети», «Темні кутки» та «Загублена» (2014 року світ побачила однойменна екранізація Девіда Фінчера).

## Біографія
Народилася 24 лютого 1971 року в Канзас-Сіті, Міссурі, США. Своє дитинство провела у районі Колеман Гайленс (англ. Coleman Highlands), що в центральній частині міста. Дочка Джудітт Енн (Шибер) та Едвіна Мет'ю Фліннів, які працювали викладачами (з літератури та кіномистецтва відповідно) в Громадському коледжі Метрополітан у Пен Воллі (англ. Metropolitan Community College–Penn Valley). Старший брат письменниці — Тревіс — працює машиністом на залізниці, а її дядько — Роберт Шибер — обіймає посаду судді в Окружному суді округу Джексон (англ. Jackson County Circuit Court). Будучи «до болі сором'язливою», знаходила порятунок у читанні та письмі. Ба більше, разом із батьком ходила в кіно на фільми жахів.
Навчалася у Середній школі Єпископа Міджа (англ. Bishop Miege High School), яку закінчила 1989 року. Підлітком працювала на досить-таки дивній роботі, де їй доводилося перевдягатись у величезне «морозиво в ріжку, яке носить смокінг». Закінчила Канзаський університет, де отримала ступінь бакалавра з англійської мови та журналістики. Протягом двох років жила в Каліфорнії та працювала в галузевому журналі для спеціалістів по людським ресурсам. Згодом переїхала до Чикаго, де 1997 року здобула ступінь магістра у Медільській школі журналістики (англ. Medill School of Journalism) від Північно-Західного університету. Спочатку Флінн хотіла стати на стежку поліцейської репортерки, але усвідомивши, що вона не має «схильності» до такого роду діяльності, вирішила сконцентрувати свою увагу на письменництві.
2007 року вийшла заміж за юриста Бретта Нолана. 2010 року у них народився син Флінн, а 6 серпня 2014 року прийшла у світ дочка Вероніка. Живе в Чикаго.

## Письменницька кар'єра
Закінчивши Північно-Західний університет, Флінн протягом деякого часу працювала позаштатною журналісткою у журналі « U.S. News & World Report», а 1998 року стала журналісткою журналу « Entertainment Weekly» Згодом Ґіліян підвищили до посади телевізійного критика і вона писала про кіно аж до свого звільнення у грудні 2008 року.
Своїм становленням як письменниці завдячує п'ятнадцятирічній журналістській діяльності. Флінн, зокрема, казала таке:
|  | Я б ніколи не написала роман, якби перед тим не займалася журналістикою, яка допомогла мені зрозуміти, що нема ніякою музи, яка б прийшла та направила мене на путь письменництва. Просто слід почати діяти самому. Я далеко не досконала. Оригінальний текст (англ.) I could not have written a novel if I hadn't been a journalist first, because it taught me that there's no muse that's going to come down and bestow upon you the mood to write. You just have to do it. I'm definitely not precious. |

.
Через відверте зображення жіночих персонажів, деякі критики звинувачують Флінн у жінконенависництві. Однак, сама ж письменниця вважає себе феміністкою. На її думку, фемінізм уможливлює жінкам появу в літературі у ролі персонажів-лиходіїв. Також вона стверджує:
|  | Мене по-справжньому дратує думка, що жінкам притаманна лише доброта та вихованість Оригінальний текст (англ.) The one thing that really frustrates me is this idea that women are innately good, innately nurturing. |

Флінн вважає, що:
|  | [Люди просто відкидають] тупотливий, звабливий та стервозний тип жінок — досі існує величезний спротив думці, що жінки можуть бути злими, поганими та егоїстичними. Оригінальний текст (англ.) trampy, vampy, bitchy types – but there's still a big pushback against the idea that women can be just pragmatically evil, bad, and selfish |

2015 року Флінн пояснила, чому зображує багато жорстоких жіночих персонажів:
|  | Мені вже трішки набридлі сміливі героїні, хоробрі жертви ґвалтувань та модниці у духовних пошуках, які заполонили безліч книжок. Надзвичайно сумно, що бракує жінок-лиходійок — справжніх дієвих негідниць.Оригінальний текст (англ.) I've grown quite weary of the spunky heroines, brave rape victims, soul-searching fashionistas that stock so many books. I particularly mourn the lack of female villains – good, potent female villains. |

### Книги
- «Гострі предмети» (англ. Sharp Objects, 2006) — події роману обертаються навколо серійного вбивці в Міссурі та репортерки, яка повертається у своє рідне місто з Чикаго, щоб провести розслідування злочину. У творі досліджуються такі теми: неблагополучна сім'я, насильство та самоушкодження. Книга написана під впливом роману «Містична річка» Денніса Ліхейна[23]. 2007 року роман ввійшов до короткого списку премій «Едгар», «Золотий кинджал», «Новий закривавлений кинджал» та «Сталевий кинджал Яна Флемінга», здобувши перемогу у двох останніх[24].
  - Переклад українською: Ґіліян Флінн. Гострі предмети. — КМ-Букс, 2016. — 288 с. — ISBN 978-617-7409-80-8.
- «Темні кутки» (англ. Dark Places, 2009) — роман розповідає про дівчину, яка розслідує вбивство своєї сім'ї у 1980-х, яке начебто вчинив її брат під час Сатанинської паніки у США. 2015 року світ побачила однойменна екранізація, де сама ж письменниця зіграла епізодичну роль[25].
  - Переклад українською: Ґіліян Флінн. Темні кутки. — КМ-Букс, 2017. — 384 с. — ISBN 978-617-7489-32-9.
- «Загублена» (англ. Gone Girl, 2012) — у центрі сюжету чоловік, який шукає свою дружину, яка зникла на п'яту річницю їхнього весілля. Поліція, однак, вважає його головним підозрюваним. Права на екранізацію книги викупила кінокомпанія «Двадцяте Століття Фокс» за 1.2 млн доларів, а сценарій написала сама ж письменниця[26]. Режисером фільму став Девід Фінчер;[27] прем'єра відбулась у жовтні 2014 року. Протягом восьми тижнів книга займала першу позицію у списку бестселерів від «Нью-Йорк таймс»[28].
  - Переклад українською: Ґіліян Флінн. Загублена. — КМ-Букс, 2017. — 480 с. — ISBN 978-617-7489-31-2.
- «Дорослі» (англ. The Grownup, 2015) — оповідання про повію, яка стала екстрасенсом та допомагає очистити вікторіанський будинок жінки з невдалим шлюбом та тривожним пасинком. Вперше опубліковане 2014 року під назвою «Чим ти займаєшся?» на сторінках збірки «Негідники» за редакцією Джорджа Мартіна та Гарднера Дозуа. 2015 року розповідь здобула премію Едгара Алана По у категорії «Найкраще оповідання».

### Комікси
Дитиною Флінн читала багато коміксів та графічних романів. У співпраці з ілюстратором Дейвом Гіббонсом створила комікс під назвою «Маски» (англ. Masks), який увійшов до складу 200-ї збірки «Dark Horse Presents» у лютому 2015 року.

### Кіно та телебачення
У лютому 2014 року Флінн написала сценарій для телесеріалу «Утопія» від НВО, який мав би стати переробкою відомого однойменного британського серіалу, але 2015 року телеканал скасував проект через суперечку режисера Фінчера щодо бюджету телепрограми.
Флінн стала виконавчою продюсеркою та співсценаристкою майбутнього телесеріалу «Гострі предмети» (у головній ролі — Емі Адамс), що є адаптацією однойменного роману письменниці.
За сценарій для фільму «Загублена» Флінн номінували на премію «Золотий глобус», премію Гільдії сценаристів США та премію БАФТА. Разом із кіновиробником Стівом МакКвіном Флінн стала співавторкою рімейку серіалу «Вдови» у форматі фільму з Віолою Девіс у головній ролі. Прем'єра стрічки відбулась у 2018 році.